# 巴里亚诺新堡
巴里亚诺新堡（義大利語：Castelnovo Bariano），是意大利罗维戈省的一个市镇。总面积37.56平方公里，人口3021人，人口密度80.4人/平方公里（2009年）。ISTAT代码为029013。